# خامس رودریگز
خامس داوید رودریگز روبیو (به اسپانیایی: James David Rodríguez Rubio)؛ زاده ۱۲ ژوئیهٔ ۱۹۹۱) بازیکن فوتبال اهل کلمبیا است که در پست هافبک هجومی یا وینگر برای باشگاه باشگاه کلوب لئون در لیگ برتر مکزیک بازی می‌کند.
خامس پس از یک قهرمانی با تیم بانفیلد در لیگ آرژانتین با قراردادی ۵ میلیون یورویی با تیم پورتو کارش در فوتبال اروپا را آغاز کرد و در سال ۲۰۱۳ با قراردادی ۴۵ میلیون یورویی راهی موناکو شد و سال بعد با قراردادی ۸۰ میلیون یورویی راهی رئال مادرید شد.
خامس رودریگز در سال ۲۰۱۷ به صورت قرضی به بایرن مونیخ پیوست تا دوباره شاگرد کارلو آنچلوتی شود. وی عملکرد خوبی داشت و می‌توانست قرار داد خود را دائمی کند ولی تصمیم گرفت به باشگاه سابقش رئال مادرید برگردد. وی در سال ۲۰۲۰ با مبلغ ۲۲ میلیون یورو به اورتون پیوست.
از باشگاه‌هایی که خامس در آنها بازی کرده می‌توان به انویگادو، بانفیلد، پورتو، موناکو، رئال مادرید، بایرن مونیخ، اورتون، الریان و المپیاکوس اشاره کرد. خامس با وجود اینکه فوتبال را در بالاترین سطح ممکن ادامه داده تحصیلات خود را رها نکرده و در رشته مهندسی به صورت مجازی در دانشگاه ناسیونال آبیرتا تحصیل کرده‌است.

## رودریگز در رئال مادرید
نشریه آس اسپانیا اعلام کرد که دو تیم رئال مادرید و موناکو برای عقد قراردادی ۶۳ میلیون پوندی جهت انتقال رودریگز از لویی دوم به سانتیاگو برنابئو به توافق رسیده‌اند.
در این میان نشریه آس ادعا کرده خامس رودریگز که تابستان سال گذشته با قراردادی ۳۸ میلیون پوند از پورتو به موناکو پیوست، با رقمی نزدیک به دو برابر ارزش قرارداد فعلی‌اش به کهکشانی‌ها خواهد پیوست.
خامس رودریگز ستاره تیم ملی فوتبال کلمبیا با عقد قراردادی ۶ ساله به ارزش ۶۳ میلیون پوند به رئال مادرید پیوست تا بدین ترتیب خامس به آرزوی دوران کودکی خود که بازی کردن در رئال مادرید بود برسد و کهکشانی‌ها در فاصله کمتر از یک هفته پس از تونی کروس آلمانی ستاره جدیدی به خدمت بگیرند.

## بایرن مونیخ
انتقال وی به بایرن مونیخ خیلی طول نکشید و پس از چند ساعت با اعلام باشگاه وی به‌طور قرضی و با قراردادی دو ساله رسماً به جمع باواریایی‌ها پیوست و دوباره شاگرد کارلو آنچلوتی شد.
این اتفاق در حالی افتاد که از هفته‌ها پیش صحبت مذاکره و پیوستن رودریگز به تیم‌هایی نظیر میلان، چلسی، منچستریونایتد و پاری سن ژرمن به گوش می‌رسید اما در آخر این بایرن بود که خیلی زود با رئال مادرید به نتیجه رسید و شماره ۱۰ کلمبیایی را جذب کرد. او در بایرن مونیخ صاحب پیراهن شماره ۱۱ بود.
البته جزئیات این قرارداد بدین شکل است که باشگاه بایرن مونیخ باید در سال ۲۰۱۹ تمام مبلغ درخواستی رئال مادرید را پرداخت کند.
رودریگز در ۴ ژوئن ۲۰۱۹ با اعلام رسمی بایرن مونیخ به رئال مادرید بازگشت.

## گل‌های ملی
| #   | تاریخ           | مکان                                                      | حریف                | گل  | نهایی | رقابت                               |
| --- | --------------- | --------------------------------------------------------- | ------------------- | --- | ----- | ----------------------------------- |
| ۱.  | ۳ ژوئن ۲۰۱۲     | ورزشگاه ملی، لیما، پرو                                    | پرو                 | ۱–۰ | ۱–۰   | مرحله مقدماتی جام جهانی فوتبال ۲۰۱۴ |
| ۲.  | ۱۱ سپتامبر ۲۰۱۲ | Estadio Monumental David Arellano، سانتیاگو، شیلی         | شیلی                | ۱–۱ | ۳–۱   | مقدماتی جام جهانی فوتبال ۲۰۱۴       |
| ۳.  | ۶ سپتامبر ۲۰۱۳  | Estadio Metropolitano Roberto Meléndez، بارانکیلا، کلمبیا | اکوادور             | ۱–۰ | ۱–۰   | مقدماتی جام جهانی فوتبال ۲۰۱۴       |
| ۴.  | ۵ مارس ۲۰۱۴     | ورزشگاه کرنلا-ال پرات، بارسلون، اسپانیا                   | تونس                | ۱–۰ | ۱–۱   | دوستانه                             |
| ۵.  | ۶ ژوئن ۲۰۱۴     | Estadio Nuevo Gasómetro، بوئنوس آیرس، آرژانتین            | اردن                | ۱–۰ | ۳–۰   | دوستانه                             |
| ۶.  | ۱۴ ژوئن ۲۰۱۴    | ورزشگاه مینیرو، بلو هوریزونته، برزیل                      | یونان               | ۳–۰ | ۳–۰   | جام جهانی فوتبال ۲۰۱۴               |
| ۷.  | ۱۹ ژوئن ۲۰۱۴    | ورزشگاه ملی مانه گارینشا، برازیلیا، برزیل                 | ساحل عاج            | ۱–۰ | ۲–۱   | جام جهانی فوتبال ۲۰۱۴               |
| ۸.  | ۲۴ ژوئن ۲۰۱۴    | ورزشگاه آرنا پانتانال، کویابا، برزیل                      | ژاپن                | ۴–۱ | ۴–۱   | جام جهانی فوتبال ۲۰۱۴               |
| ۹.  | ۲۸ ژوئن ۲۰۱۴    | ورزشگاه ماراکانا، ریودو ژانیرو، برزیل                     | اروگوئه             | ۱–۰ | ۲–۰   | جام جهانی فوتبال ۲۰۱۴               |
| ۱۰. | ۲۸ ژوئن ۲۰۱۴    | ورزشگاه ماراکانا، ریودو ژانیرو، برزیل                     | اروگوئه             | ۲–۰ | ۲–۰   | جام جهانی فوتبال ۲۰۱۴               |
| ۱۱. | ۴ ژوئیه ۲۰۱۴    | ورزشگاه کاستنلو، فورتالزا، برزیل                          | برزیل               | ۱–۲ | ۱–۲   | جام جهانی فوتبال ۲۰۱۴               |
| ۱۲. | ۱۴ اکتبر ۲۰۱۴   | ورزشگاه ردبول آرنا، هریسون، ایالات متحده آمریکا           | کانادا              | ۱–۰ | ۱–۰   | دوستانه                             |
| ۱۳. | ۱۲ نوامبر ۲۰۱۵  | ورزشگاه ملی خولیو مارتینز پرادانوس، سانتیاگو، شیلی        | شیلی                | ۱–۱ | ۱–۱   | مرحله مقدماتی جام جهانی فوتبال ۲۰۱۸ |
| ۱۴. | ۲۴ مارس ۲۰۱۶    | ورزشگاه هرناندو سیلس، لاپاز، بولیوی                       | بولیوی              | ۱–۰ | ۳–۲   | مرحله مقدماتی جام جهانی فوتبال ۲۰۱۸ |
| ۱۵. | ۳ ژوئن ۲۰۱۶     | ورزشگاه لیوایز، سانتا کلارا، ایالات متحده آمریکا          | ایالات متحده آمریکا | ۲–۰ | ۲–۰   | کوپا آمریکای قرن                    |
| ۱۶. | ۷ ژوئن ۲۰۱۶     | ورزشگاه رز بول، پاسادینا، ایالات متحده آمریکا             | پاراگوئه            | ۲–۰ | ۲–۱   | کوپا آمریکای قرن                    |
| ۱۷. | ۱ سپتامبر ۲۰۱۶  | Estadio Metropolitano Roberto Meléndez، بارانکیلا، کلمبیا | ونزوئلا             | ۱–۰ | ۲–۰   | مقدماتی جام جهانی فوتبال ۲۰۱۸       |
| ۱۸. | ۲۳ مارس ۲۰۱۷    | Estadio Metropolitano Roberto Meléndez، بارانکیلا، کلمبیا | بولیوی              | ۱–۰ | ۱–۰   | مقدماتی جام جهانی فوتبال ۲۰۱۸       |
| ۱۹. | ۲۸ مارس ۲۰۱۷    | Estadio Olímpico Atahualpa، کیتو، اکوادور                 | اکوادور             | ۱–۰ | ۲–۰   | مقدماتی جام جهانی فوتبال ۲۰۱۸       |
| ۲۰. | ۱۳ ژوئن ۲۰۱۷    | ورزشگاه کولیسیوم آلفونسو پرز، ختافه، اسپانیا              | کامرون              | ۱–۰ | ۴–۰   | دوستانه                             |
| ۲۱. | ۱۰ اکتبر ۲۰۱۷   | ورزشگاه ملی، لیما، پرو                                    | پرو                 | ۱–۰ | ۱–۱   | مقدماتی جام جهانی فوتبال ۲۰۱۸       |

## امار حرفه ای
| عملکرد          | عملکرد          | عملکرد          | لیگ       | لیگ       | جام      | جام      | قاره‌ای | قاره‌ای | دیگر | دیگر | مجموع | مجموع |
| فصل             | باشگاه          | لیگ             | بازی      | گل        | بازی     | گل       | بازی   | گل     | بازی | گل   | بازی  | گل    |
|                 |                 |                 | لیگ کشوری | لیگ کشوری | جام حذفی | جام حذفی | اروپا  | اروپا  | دیگر | دیگر | مجموع | مجموع |
| --------------- | --------------- | --------------- | --------- | --------- | -------- | -------- | ------ | ------ | ---- | ---- | ----- | ----- |
| ۲۰۰۷            | انویگادو        | لیگ کلمبیا      | ۸         | ۰         | ۰        | ۰        | ۰      | ۰      | ۰    | ۰    | ۸     | ۰     |
| ۲۰۰۸            | انویگادو        | لیگ کلمبیا      | ۲۲        | ۹         | ۰        | ۰        | ۰      | ۰      | ۰    | ۰    | ۲۲    | ۹     |
| جمع             | جمع             | جمع             | ۳۰        | ۹         | ۰        | ۰        | ۰      | ۰      | ۰    | ۰    | ۳۰    | ۹     |
| ۲۰۰۸–۲۰۰۹       | بانفیلد         | لیگ آرژانتین    | ۱۱        | ۱         | ۰        | ۰        | ۰      | ۰      | ۰    | ۰    | ۱۱    | ۱     |
| ۲۰۰۹–۲۰۱۰       | بانفیلد         | لیگ آرژانتین    | ۳۰        | ۴         | ۰        | ۰        | ۸      | ۵      | ۰    | ۰    | ۳۸    | ۹     |
| جمع             | جمع             | جمع             | ۴۱        | ۵         | ۰        | ۰        | ۸      | ۵      | ۰    | ۰    | ۴۹    | ۱۰    |
| ۲۰۱۰–۲۰۱۱       | پورتو           | لیگ پرتغال      | ۱۵        | ۲         | ۵        | ۳        | ۹      | ۱      | ۰    | ۰    | ۲۹    | ۶     |
| ۲۰۱۱–۲۰۱۲       | پورتو           | لیگ پرتغال      | ۲۶        | ۱۳        | ۱        | ۰        | ۸      | ۱      | ۰    | ۰    | ۳۵    | ۱۴    |
| ۲۰۱۲–۲۰۱۳       | پورتو           | لیگ پرتغال      | ۲۴        | ۱۰        | ۲        | ۰        | ۸      | ۱      | ۱    | ۰    | ۳۵    | ۱۱    |
| جمع             | جمع             | جمع             | ۶۵        | ۲۵        | ۸        | ۳        | ۲۵     | ۳      | ۱    | ۰    | ۹۹    | ۳۱    |
| ۲۰۱۳–۲۰۱۴       | موناکو          | لیگ۱            | ۳۴        | ۹         | ۳        | ۱        | ۰      | ۰      | ۰    | ۰    | ۳۷    | ۱۰    |
| ۲۰۱۴–۲۰۱۵       | رئال مادرید     | لالیگا          | ۲۹        | ۱۳        | ۴        | ۲        | ۹      | ۱      | ۴    | ۱    | ۴۶    | ۱۷    |
| ۲۰۱۵–۲۰۱۶       | رئال مادرید     | لالیگا          | ۲۶        | ۷         | ۱        | ۰        | ۵      | ۱      | ۰    | ۰    | ۳۲    | ۸     |
| ۲۰۱۶–۲۰۱۷       | رئال مادرید     | لالیگا          | ۲۲        | ۸         | ۳        | ۳        | ۶      | ۰      | ۲    | ۰    | ۳۳    | ۱۱    |
| ۲۰۱۷–۲۰۱۸       | بایرن مونیخ     | بوندسلیگا       | ۲۳        | ۷         | ۴        | ۰        | ۱۲     | ۱      | ۰    | ۰    | ۴۹    | ۸     |
| ۲۰۱۸–۲۰۱۹       | بایرن مونیخ     | بوندسلیگا       | ۲۰        | ۷         | ۳        | ۰        | ۵      | ۰      | ۰    | ۰    | ۲۸    | ۷     |
| جمع مونیخ       | جمع مونیخ       | جمع مونیخ       | ۴۳        | ۱۴        | ۷        | ۰        | ۱۷     | ۱      | ۰    | ۰    | ۷۸    | ۱۵    |
| ۲۰۱۹–۲۰۲۰       | رئال مادرید     | لالیگا          | ۸         | ۱         | ۳        | ۰        | ۲      | ۰      | ۱    | ۰    | ۱۴    | ۱     |
| جمع رئال مادرید | جمع رئال مادرید | جمع رئال مادرید | ۸۵        | ۲۹        | ۱۱       | ۵        | ۲۲     | ۲      | ۷    | ۱    | ۱۲۵   | ۳۷    |
| مجموع           | مجموع           | مجموع           | ۲۹۸       | ۹۱        | ۲۹       | ۹        | ۷۲     | ۱۱     | ۸    | ۱    | ۴۱۸   | ۱۱۲   |

## جوایز و افتخارات

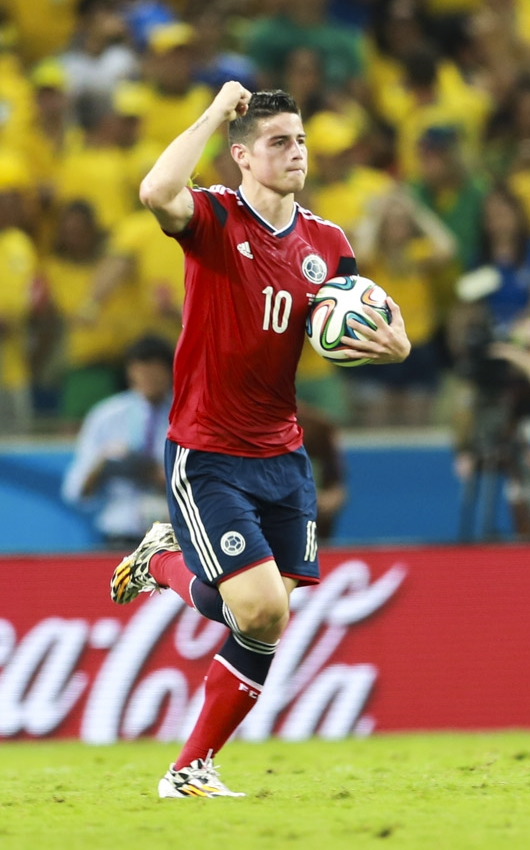

### افتخارات فردی
- آقای گلی جام جهانی ۲۰۱۴ برزیل (۶گل)
- برنده جایزهٔ پوشکاش سال ۲۰۱۴ (گل خامس به اروگوئه در جام جهانی سال ۲۰۱۴)
- بهترین هافبک لالیگا: ۲۰۱۴
- بازیکن سال کلمبیا :۲۰۱۴ و ۲۰۱۵
- ورزشکار سال آمریکای جنوبی :۲۰۱۴
- بیشترین پاس گل جام جهانی :۲۰۱۸
- تیم منتخب جام جهانی: ۲۰۱۴
- تیم منتخب لیگ قهرمانان :۲۰۱۸
- بهترین بازیکن کوپا امریکا :کوپا امریکا ۲۰۲۴

### افتخارات تیمی
تیم ملی فوتبال کلمبیا
کوپا امریکا : نائب قهرمان کوپا امریکا ۲۰۲۴ مقام سوم کوپا امریکا ۲۰۱۶

### رئال مادرید
قهرمانی لیگ قهرمانان اروپا: (۲)(۲۰۱۶–۲۰۱۵*۲۰۱۷–۲۰۱۶)
سوپرجام اروپا: (۲)(۲۰۱۴*۲۰۱۶)
جام باشگاه‌های جهان: (۲)(۲۰۱۴*۲۰۱۶)
لالیگا: (۲)(۲۰۱۷*۲۰۲۰)

### بایرن مونیخ
قهرمان بوندسلیگا: (۲) (۲۰۱۹'۲۰۱۸)
قهرمان جام حذفی آلمان: (۱)(۲۰۱۹)

### پورتو
لیگ پرتغال: (۳) (۱۱–۲۰۱۰ '۱۲–۲۰۱۱ '۱۳–۲۰۱۲)
سوپر جام پرتغال: (۳) (۱۱–۲۰۱۰ '۱۲–۲۰۱۱ '۱۳–۲۰۱۲)
جام حذفی: (۱) (۱۱–۲۰۱۰)